# 尊良親王
尊良親王（たかよししんのう）は、鎌倉時代後期から南北朝時代にかけての皇族・歌人・上将軍。一品中務卿親王（いっぽんなかつかさきょうしんのう）とも呼ばれる。後醍醐天皇第一皇子。母は二条為世の娘で二条派を代表する歌人の二条為子。瓊子内親王および征夷大将軍宗良親王の同母兄。
嘉暦元年（1326年）、従兄弟に当たる皇太子邦良親王が急逝したため、現任天皇の第一皇子として、父帝の推薦によって次の皇太子候補者に選ばれる。しかし持明院統との政争に敗北し、次の皇太子になったのは量仁親王（のちの光厳天皇）だった。その後は後醍醐後継者の地位こそ、高貴な生母を持ちより政治的資質のある異母弟の世良親王に移るものの、引き継ぎ後醍醐朝の有力政治家として信任され、元徳3年（1331年）1月には一品親王に叙された。
元弘の乱（1331年 - 1333年）では、一度鎌倉幕府に捕縛され土佐国（高知県）に流罪となるも同地から脱出し、九州で旗頭となり鎮西探題を撃滅して、父の幕府打倒に貢献した。さらに、足利尊氏との戦い建武の乱（1335年 - 1337年）では上将軍（名義上の総大将）に抜擢された。父の降伏後も越前国（福井県）で尊氏との戦いを続けるが、金ヶ崎の戦いで高師泰・足利高経（斯波高経）に敗北し、新田義顕（義貞の子）と共に落命。
和歌の正統御子左家二条派の血を母方に引くだけあって歌に優れ、勅撰和歌集『続後拾遺和歌集』に1首・准勅撰和歌集『新葉和歌集』に44首が入集。家集は『一宮百首』（元徳3年（1331年））。明治時代、恒良親王と共に金崎宮（福井県敦賀市）の主祭神となった。
軍記物語『太平記』では、妻の御匣殿との恋愛譚が描かれ、幸若舞『新曲』などの派生作品が作られた。

## 生涯

### 誕生
後醍醐天皇と二条為世の娘二条為子の間に生まれる。日本史研究者の森茂暁によれば、「尊」は父親の諱である尊治からの偏諱であろうという。
確実な生年は不明。他の皇子との長幼については、『太平記』『増鏡』では尊良親王が一宮（第一皇子）とされ、さらに『梅松論』も同様である。森は、尊良が一宮であることはまず間違いないのではないか、と主張している。
自害時数え27歳とする説があり、そこから逆算すると応長元年（1311年）生まれとなるが、この説を採ると延慶元年（1308年）生まれの異母兄弟の護良親王の方が兄となる。しかし、森によれば、数え27歳説は『系図纂要』および「南朝紹運録」など近世の史料にしか見られず、信用を置けないという。
結局、尊良の生年を示す確実な史料はないものの、日本史研究者の平田俊春は徳治年間（1306年 - 1308年）ごろではないか、と大雑把に推測しており、森も平田説に同意する。

### 皇太子選

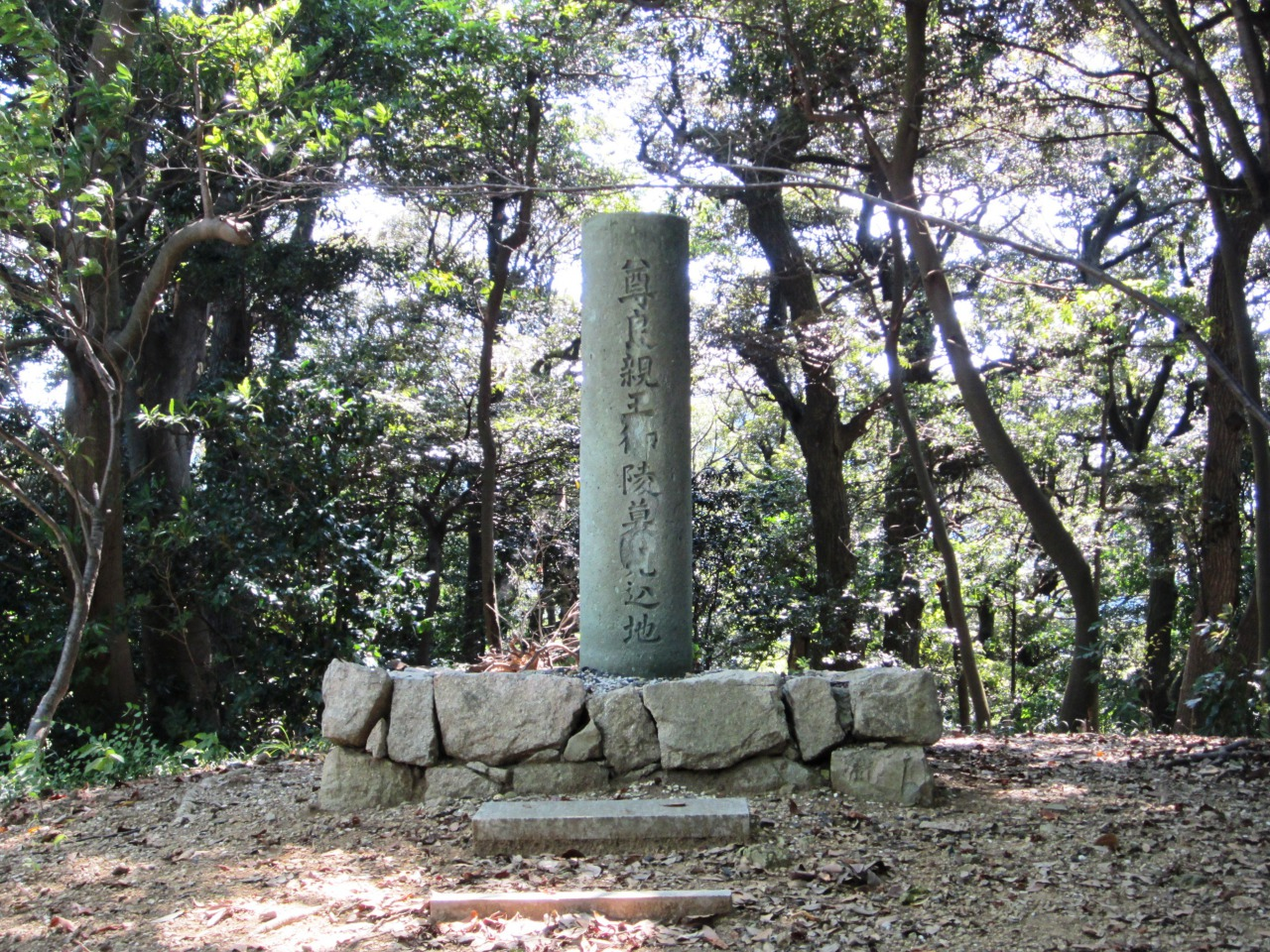
尊良親王が自刃した地とされる金ヶ崎城跡の尊良親王陵墓見込地

幼少時は、後醍醐天皇側近「後の三房」の一人で学識深い吉田定房に養育された。嘉暦元年（1326年）に元服し、中務卿に任じられ、二品に叙された。
同年、大覚寺統正嫡で従兄弟に当たる皇太子邦良親王が急逝。現任の天皇の第一皇子として、次の皇太子の有力候補と目され、同じ大覚寺統の邦省親王（邦良の同母弟）・恒明親王（後醍醐祖父である亀山天皇の愛息）、および持明院統の量仁親王（のちの光厳天皇）と共に選挙戦に出馬した。しかしこの政争に敗北し、最終的に選ばれたのは量仁だった。
その後は、より高貴な生母を持ち、聡明さにおいても優り、さらに恒明派からの支援も得た異母弟の世良親王の方が後醍醐の後継者と目されるようになった。
とはいえ、これで父子の仲が特に悪くなった訳ではなく、引き続き朝廷の有力政治家として活躍した。元徳3年（1331年）1月には一品に叙任された。そのため、一品中務卿親王と称された。

### 元弘の乱
元弘元年（1331年）に発生した元弘の乱では父と共に笠置山に赴いたが、同城が落ちる前に楠木正成の立てこもる下赤坂城に移った。しかし、10月3日、幕府軍に捕らえられ、佐々木大夫判官の預かりの身となった。同月10日に検知を受け、12月27日に土佐国への流罪の判決が下り、翌年3月8月に京都を出立して土佐に流された。
しかし、尊良親王は土佐を脱出して九州に渡り、元弘3年/正慶2年（1333年）、江串氏を味方につけて九州で挙兵した（『博多日記』）。鎌倉幕府の九州統治機関である鎮西探題が滅亡しその長の赤橋英時が敗死すると、5月26日、大宰府に入った（『上妻文書』宮野教心申状（元弘三年六月日）等）。その後、父の建武の新政が始まると、京都に帰還した。

### 建武の乱
建武2年（1335年）、後醍醐天皇が足利尊氏の行動を疑問視して兵を出し、建武の乱が発生すると、上将軍として新田義貞と共に討伐軍を率いたが、敗退した。翌延元元年/建武3年（1336年）、一度は九州に落ちた尊氏が力を盛り返して上洛すると、後醍醐天皇は尊氏への降伏を決定する。しかし、10月9日、義貞の別働隊が編成されると、異母弟である皇太子恒良親王と共に義貞に奉戴されて北陸に逃れ、翌日越前国金ヶ崎城に入った。
延元2年/建武5年（1337年）1月、尊良親王が拠った金ヶ崎城に、高師泰と足利高経（斯波高経）を主将とする足利軍が攻めて来る（金ヶ崎の戦い）。尊良親王は義貞の子・新田義顕と共に懸命に防戦したが、敵軍の兵糧攻めにあって遂に力尽き、3月6日に自害、義顕や他の将兵100余人もまた戦死した。恒良親王は捕らえられて足利方に拘禁されたが、翌年に急死した。

### 死後

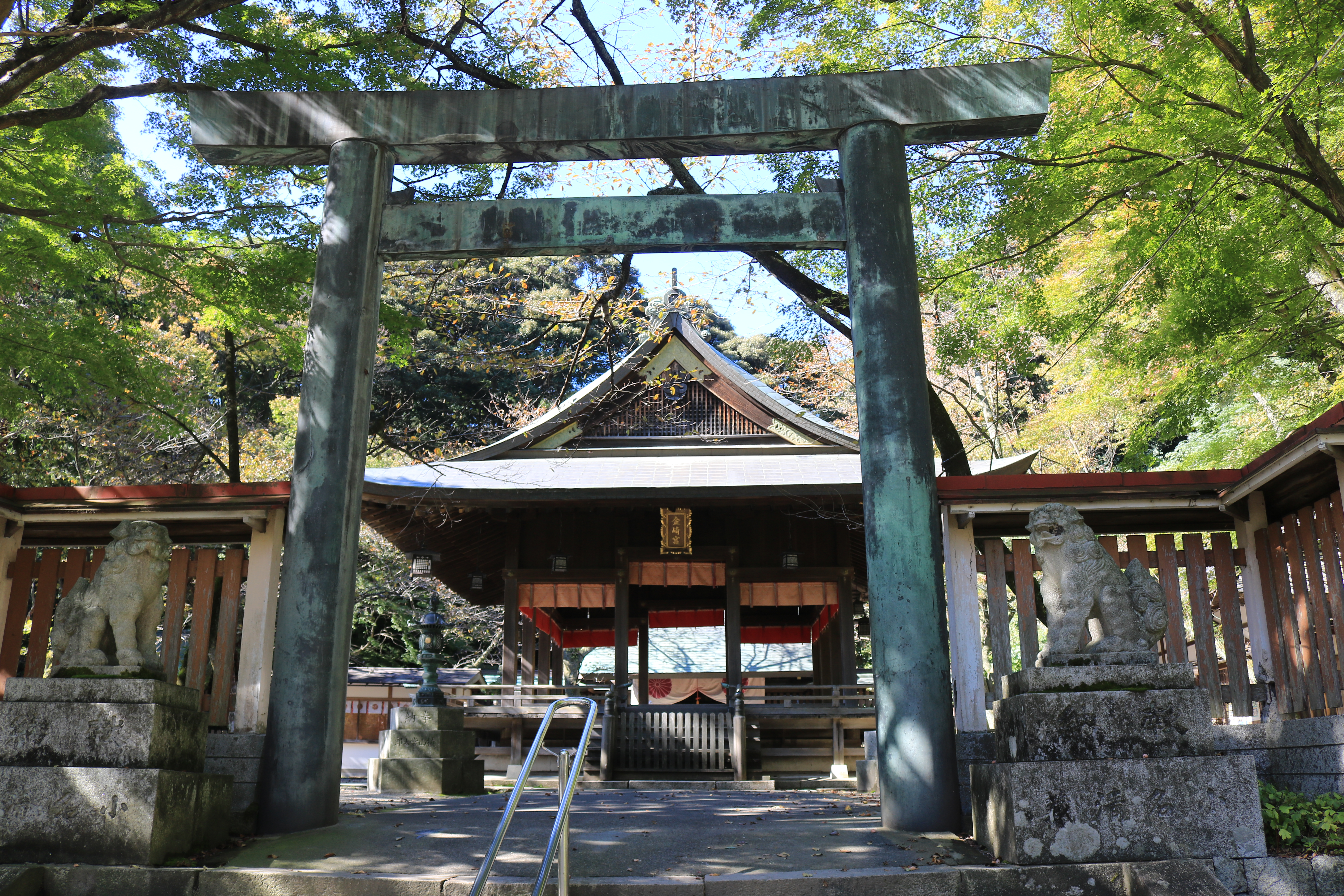
尊良親王と恒良親王を主祭神とする金崎宮（福井県敦賀市）

明治時代には、金崎宮が創建され、同時期に死亡した異母弟である皇太子恒良親王と共にその主祭神となった。

## 人物
歌聖藤原定家の子孫御子左家二条派の血を母方で引く尊良親王は、和歌を愛好し、『続後拾遺和歌集』に1首、『新葉和歌集』に44首が入選している。また、尊経閣文庫に『一宮百首』（元徳3年（1331年））という歌集があり、同一詠歌が『新葉和歌集』にあることから、この歌集が尊良親王のものであることが確認できる。『一宮百首』は題にもかかわらず96首しか現存しないが、これは「春」から1首・「冬」から3首が散逸したものと考えられる。また、同母弟の宗良親王は後に南朝最大の歌人となり、『新葉和歌集』の撰者となっている。
『増鏡』作者の貴族（二条良基など諸説あり）の証言によれば、尊良親王は美男子であったという。尊良が父の後醍醐や異母弟の世良親王、親族の恒明親王と共に歩く姿に、宮中の若い女官たちは色めきだったであろう、としている（『増鏡』「春の別れ」）。また、土佐国（高知県）配流中の尊良についても、「ふりがたくなまめかし」（以前のまま優美である）と、流浪の身にあっても容姿に衰えのないほどの美しさとして描いている（『増鏡』「久米のさら山」）。
異母弟の世良および親族の恒明とは仲がよく、一緒にいることが多かった（『増鏡』「春の別れ」）。また、同母妹の瓊子内親王からも「君」（兄君）と慕われており、『新葉和歌集』雑下1267および1268に贈答歌が残る。

## 伝説・創作

### 御匣殿との恋愛譚

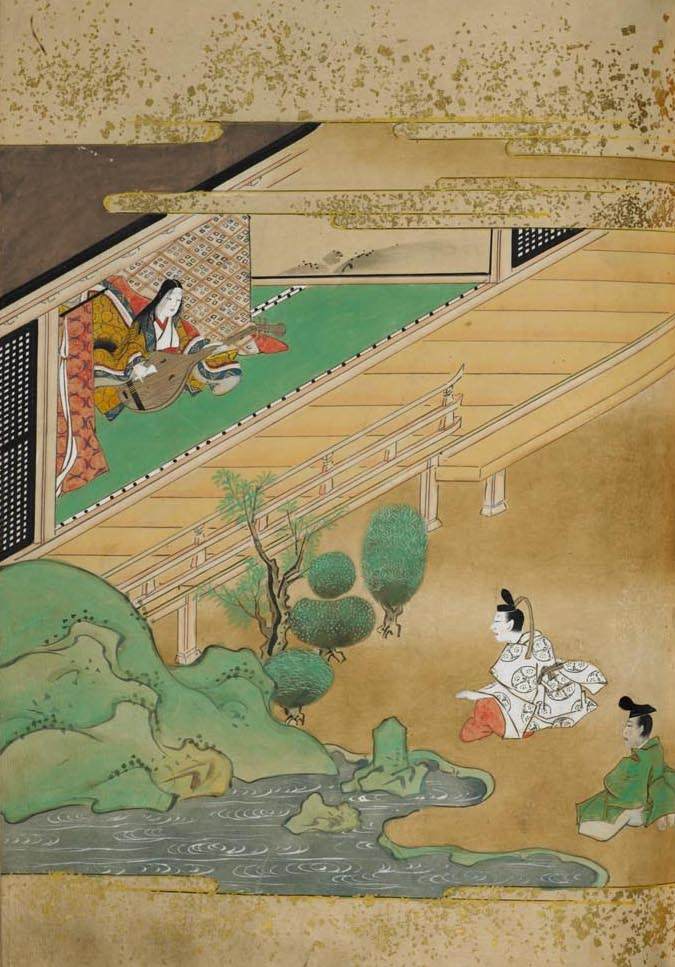
『源氏物語』の美女と瓜二つの御匣殿に見惚れる尊良親王。絵本『新曲』（江戸時代前期）より。明星大学所蔵。

軍記物語『太平記』では、妻の御匣殿との恋愛譚が描かれる。この物語によれば、皇太子位を巡る争いに敗れた尊良は、気落ちして、一種の二次元コンプレックスにかかり、『源氏物語』の一場面を描いた絵の中の美女に執心するようになった。しかし、絵の美女に瓜二つの御匣殿に偶然出くわし、努力の甲斐あって結ばれたという。後世、幸若舞『新曲』などの派生作品が作られた。

### 自害
軍記物『太平記』巻18の物語によれば、金ヶ崎の戦いで、新田義顕は自害を覚悟するが、主君の尊良親王には生きて落ち延びることを勧めた。しかし、尊良親王は爽やかに声を立てて笑うと、「主上（後醍醐天皇）は帝都へ還幸なさった時、私を元首の将と、そなたを股肱の臣とさせたのだ。いったい、股肱なくして元首があろうか。こうなっては黄泉から仇に報いようと思う。ところで、（私は宮廷の人であるから武家の作法に疎いが、戦場における）自害とはどのようにするものだったかな」と尋ねた。義顕は溢れる涙を抑えて「このようにするものでございます」と言うと、正式な作法により堂々と自害した。尊良親王は衣を解いて雪のような白肌を露わにすると、義顕の作法に倣って自害し、先に斃れた義顕の骸の頭の上に身を重ねて命を共にしたと描かれる。

## 系譜
- 父：後醍醐天皇
- 母：二条為子
- 妻：御匣殿（? - 1331以前）[19] - 右大臣西園寺公顕の娘、後醍醐中宮西園寺禧子の腹心
  - 長男[19]（近世所伝では守永親王）
- 妻：大納言典侍（二条為世末女、実の叔母）（? - 1331以降）[19]
  - 長女[19]